# NGC 2459
NGC 2459 je otvoreni skup u zviježđu Malom psu. 

## Vanjske poveznice
- SEDS: NGC 2459